# Policejní snímek Donalda Trumpa
Policejní snímek Donalda Trumpa, 45. a současného prezidenta Spojených států, byl pořízen ve vězení Fulton County v Atlantě ve státě Georgie 24. srpna 2023. Snímek byl pořízen poté, co se sám vydal úřadům po obvinění jeho a několika dalších z vydírání a souvisejících obvinění. Bylo mu přiděleno vězeňské číslo 2313827.
Komentátoři vnímají fotografii a následné reakce na ní jako jasnou ilustraci různých aspektů trumpismu. Fotografie vyvolala různé reakce napříč politickým spektrem. Událost také zdůraznila Trumpovu polarizující přítomnost v americké politice a jeho schopnost odolávat kontroverzím účinněji než většina současných politiků.
Jedná se o první a zatím jediný případ, kdy byl pořízen policejní snímek amerického prezidenta. V důsledku toho je tento okamžik považován za historický. Agentura AP poukázala na několik charakteristických kvalit fotografie, včetně intenzivního oslnění obžalovaného, upřeného tvrdého pohledu a hmatatelného vzdoru. BBC News popsala atmosféru ve stylu výslechu. Během pouhých hodin od svého zveřejnění se proměnil ve virální internetový meme a objevil se na merchandisingovém zboží prodávaném online Trumpovou prezidentskou kampaní pro rok 2024.

## Historie a obsah
Donald Trump a 18 dalších byli obžalováni z vydírání a obvinění s tím souvisejících hlavní porotou okresu Fulton v Georgii 14. srpna 2023. Stalo se tak po vyšetřování zahájeném v únoru 2021 okresní prokurátorkou Fani Willisovou. Po vydání zatykače hlavní porotou na všech 19 obžalovaných poskytl Willis spoluobžalovaným příležitost se dobrovolně vydat úřadům do 25. srpna do 12 hodin východního času (EST).
Dne 24. srpna, krátce po 19:30, se Trump přihlásil a byl rezervován ve Fulton County Jail v Atlantě. Tam byl zatčen, bylo mu přiděleno vězeňské číslo P01135809, byly mu odebrány otisky prstů, pořízen policejní snímek a následně byl propuštěn na kauci. Podle záznamů z vězení byl Trump uveden jako 1,91 m (6 stop, 3 palce) vysoký a vážící 98 kg (215 liber). Má modré oči a „blond nebo jahodové“ vlasy.
Ve 21:38 večer Východního času, Trump zveřejnil snímek na Twitteru. Příspěvek také obsahoval odkaz na stránku WinRed žádající o příspěvky pro jeho prezidentskou kampaň v roce 2024. V doprovodném textu Trump napsal „MUG SHOT — AUGUST 24, 2023", „ELECTION INTERFERENCE" a „NEVER SURRENDER!" Jednalo se o jeho první aktivitu na platformě od ledna 2021, kdy byl jeho účet pozastaven kvůli své účasti na útoku na Kapitol USA 6. ledna. Přestože bylo pozastavení jeho účtu v listopadu 2022 zrušeno, Trump se následujících devět měsíců zdržel zveřejňování příspěvků na svém účtu.
Před Trumpovou obžalobou na Manhattanu v dubnu 2023 jeho snacha Lara Trumpová tvrdila, že Trumpův policejní snímek „vejde do historie jako nejslavnější policejní snímek, jaký kdy v Americe existoval“. Kromě toho Trumpův mluvčí předpověděl, že fotografie bude „nejmužnějším a nejhezčím policejním snímkem všech dob“. Je pozoruhodné, že během obžaloby nebyla pořízena žádná fotografie a na webu Trumpovy prezidentské kampaně se začala prodávat trička se smyšlenou fotografií.

## Reakce
Zpravodajská společnost CNN popsala fotografii jako „ikonickou a nechvalně známou“. Associated Press ji nazval „trvalým obrazem, který se objeví v historických knihách dlouho poté, co Donald Trump zemře“. Chris McGreal z The Guardian to označil za policejní snímek desetiletí a ten, který definuje moderní politiku USA. Poznamenal také, že „Trumpova nenávist prosvítá když vzhlíží očima ke kameře nad sebou a ve svých napjatých, sklopených ústech (...) Oblečený v modrém obleku, bílé košili a červené kravatě se nesnaží nasadit úsměv jako někteří jeho spoluobžalovaní. Obrázek nelichotí, ale vyjadřuje poselství, které chce slyšet mnoho Trumpových příznivců – bojovnost.“ The Telegraph řekl: „45. prezident je zobrazen v nepřátelské póze se staženým obočím, našpulenými rty a hrozivým zamračeným obličejem. Jeho hlava a horní část jeho ramen jsou viditelné na fotce, která se pravděpodobně stane celosvětově proslulou.“
Time řekl: „Jeho platinově blond vlasy z cukrové vaty se třpytily v ostrém světle věznice. Jeho oči upřené do tvrdého pohledu. Ústa se mu zploštila do úšklebku. Místo toho, aby se usmíval jako někteří jeho spoluobžalovaní, vypadá, že se mračí.“ Agentura Associated Press popsala jeho výraz obličeje jako „intenzivní pohled“ a dodala: „Jeho vzdor je hmatatelný, jako by zíral skrz objektiv na nepřítele.“ Na druhou stranu zdroje jako BBC označily kompozici snímku za „fotografovu noční můru“. Kritička Vanessa Friedmanová píšící v The New York Times nazvala fotografii „policejním snímkem pro historii, který nemá obdoby“ a napsala, že „jeho tvář je shora osvětlena oslepujícím bílým zábleskem, který dopadá na jeho popelavě blond vlasy jako reflektor... Zpod obočí se mračí, bez úsměvu, oči jsou podivně podlité krví, obočí svraštělé, brada zastrčená, jako by se chystal udeřit do hlavy fotoaparátu. Obraz je strohý, zbavený vlajek a ozdob, které byly Trumpem preferovaným rámováním pro fotografování v Mar-a-Lago, Trump Tower nebo během jeho funkčního období, a které sdělují sílu a pozlacenou záři úspěchu. Friedmanová citovala historika Seana Wilentze, který označil policejní snímek za „dramaticky bezprecedentní“. CNN nazvala fotografii strohou ve své jednoduchosti a jedním z nejikoničtějších snímků každého, kdo sloužil jako vrchní velitel. The Independent poznamenal, že „45. prezident se mračí přímo do kamery, obočí svraštělé a velké husté obočí skloněné, zatímco čelí svému osudu“, dodal „je nepopíratelným faktem, že Trumpův snímek je jak historický, tak kulturně významný – a brzy bude vidět všude, navždy." Zpravodajský portál iDnes uvedl, že „jediný Trump má na fotografii vzdorovitý pohled, jako by se díval na svou „nemesis“. Naproti tomu ostatní obvinění se na fotografiích usmívají, „jako by pózovali do ročenky“.
Komentátoři přirovnali exprezidentův hrozivý výraz ke „Kubrickově upřenému pohledu“, který je typický pro několik postav z filmů režiséra Stanleyho Kubricka. V memech a názorech se také fotografie srovnává s hrozivým pohledem Viga Krutého, který se objevuje ve filmu Krotitelé duchů 2, a pózu stejnojmenné postavy ve filmu Zoolander.
Když se na fotografii zeptali novináři, americký prezident Joe Biden reagoval poznámkou, že Trump je „hezký chlap“.